# Haute-Corse
Haute-Corse là một tỉnh của Pháp, thuộc vùng hành chính Corse, tỉnh lỵ Bastia, bao gồm 3 quận với các quận lỵ còn lại là: Calvi, Corte.
Tỉnh này được thành lập vào ngày 15 tháng 9 năm 1975, khi bộ phận của Corsica được chia thành Corse phía trên (Haute-Corse) và South Corsica (Corse-du-Sud). Bộ phận tương ứng chính xác với bộ phận cũ của Golo, vốn tồn tại từ năm 1793 đến năm 1811.
Tỉnh này được bao quanh bởi ba mặt bởi biển Địa Trung Hải và phía nam do bộ phận Corse-du-Sud.
Người Corsica là một tộc người độc lập mạnh mẽ. Tuy nhiên, một cuộc trưng cầu 6 tháng 7 năm 2003 về quyền tự trị gia tăng đã bị bỏ phiếu bởi một đa số rất mỏng: 50,98 phần trăm so với 49,02 phần trăm cho. Đây là một thất bại lớn đối với Bộ trưởng Nội vụ Pháp Nicolas Sarkozy, người đã hy vọng sử dụng Corsica như là bước đầu tiên trong chính sách phân cấp của ông.